# Caudron Type F
Dimensions
Le Caudron Type F était un biplan sesquiplan de sport monoplace français produit juste avant la Première Guerre mondiale.
Une douzaine ont été achetés par la Chine et au moins deux autres exemplaires, avec des moteurs différents, ont concouru en 1913, se classant premier et deuxième dans la catégorie biplan de la course de fond à Reims. Piloté par Pierre Chanteloup, l'un d'entre eux fut le premier biplan à réussir un looping.

## Histoire
En 1913, Caudron avait déjà vendu au moins deux biplaces Type D à la Chine et au début de 1913, ils avaient obtenu une commande de douze Type F monoplace. 
Émile Obré pilote chez Caudron et Bon des forces coloniales françaises, se sont rendus à Pékin pour organiser un centre de pilotage.
Deux Type F ont concouru au meeting de Reims fin septembre 1913, l'un était animé par un moteur Anzani et piloté par Gaston Caudron et l'autre propulsé par un moteur Gnome était piloté par son frère René. 
René a remporté le premier prix dans la catégorie biplan de l'épreuve de cross-country à une vitesse moyenne de 94 km/h et un autre prix pour le meilleur temps au tour (150 km). Son frère a terminé deuxième à une vitesse moyenne légèrement inférieure,.  
Le 21 novembre 1913, Pierre Chanteloup dans le Type F propulsé par un moteur Gnome effectue les premiers loopings à bord d'un biplan, ainsi que d'autres figures de voltige, à Issy-les-Moulineaux,.

## Description
Le Type F était un biplan monoplace avec la même disposition que tous les autres biplans terrestres produits par Caudron avant lui, à l'exception du multiplace de Type B. C'étaient tous des avions en configuration de moteur en traction entrainant une hélice bipale, double flèche avec une nacelle centrale courte et des ailerons jumeaux. 
Comparé à la gamme des types B à E, le Type F différait le plus visiblement par la conception de sa nacelle et la forme verticale de sa queue. 
En 1913, lorsque le Type F est apparu, au moins un de chacun des types antérieurs avait été modifié, passant de modèles aux 2 plans de même envergure à des modèles sesquiplan comme le Type E. Par contre le Type F était un sesquiplan dès sa construction,. 
Comme ces modèles antérieurs, le Type F était un biplan à 2 baies renforcées de câbles avec deux ailes sur longerons recouverts de tissu. Elles avaient le même plan rectangulaire aux bords biseautés. Les surfaces alaires supérieure et inférieure étaient dans le rapport 1,8. 
Il n'y avait pas de décalage entre les ailes et par conséquent les deux ensembles d'entretoises étaient parallèles et verticaux. Les sections extérieures des ailes supérieures étaient soutenues par des paires parallèles de montants inclinés vers l'extérieur à partir des bases des jambes de force externes interplan, à l'extrémité de l'aile inférieure. 
Seule la partie avant de l'aile nervurée était supportée par les longerons jusqu'à la moitié de la corde, laissant toute la zone arrière de l'aile flexible et permettant ainsi le contrôle de roulis par gauchissement de cette partie des ailes.
La nacelle était une reprise des structures antérieures simples à côtés plats, mais sur le Type F les côtés étaient incurvés vers le haut dans la zone proche du moteur.Sur le reste du fuselage, les bords supérieurs étaient droits, avec un platelage incurvé qui courait vers l'avant, arrondi en un capot autour du moteur Gnome Omega sept cylindres en étoile de 50 ch (37 kW). Le capot était plus complet que sur les modèles précédents, bien qu'à l'époque, il y ait un espace en bas pour permettre à l'huile perdue de s'échapper. 
Au moins un type F était mu par un moteur Anzani 10 cylindres en étoile non capoté. 
Le bord avant du cockpit était relevé pour une meilleure protection. Des modifications similaires avaient été introduites sur le Type D2 et le Type E. Comme sur les modèles précédents, la nacelle était soutenue au-dessus de l'aile inférieure par deux autres paires de jambes de force interplan traversant la nacelle, comme sur le Type D.
L 'empennage du type F s'appuyait sur une paire de poutres disposées parallèlement les unes aux autres en plan. Les éléments supérieurs de la poutre étaient fixés aux longerons supérieurs de l'aile au sommet des entretoises interplan les plus internes et les éléments inférieurs passaient sous l'aile inférieure, montés sur des entretoises en forme de W inversé à partir du bas des paires interplans internes. 
Ces éléments inférieurs, soutenaient les patins qui portaient chacun des roues d'atterrissage jumelées à ressort en caoutchouc. 
Derrière les ailes, les éléments supérieurs et inférieurs convergeaient vers l'arrière. Il y avait trois entretoises verticales sur chaque poutre, mais les seules traverses transversales latérales se trouvaient près de la queue, bien qu'il y ait des contreventements en corde à piano. L'empennage large et à peu près rectangulaire, était monté juste en dessous de la poutre supérieure. 
Au-dessus et à la place des gouvernes de profondeur rectangulaires antérieures, il y avait une paire de petits ailerons triangulaires, chacun possédant un gouvernail large avec un bord d'attaque légèrement arrondi et un bord de fuite droit et vertical. Les ailerons étaient séparés d'environ par tiers de la portée de l'empennage.
Le Type F pouvait voler 4 h 30 à la vitesse maximum de 100 km/h (40 km/h pour atterrir) et il lui fallait 5 minutes pour atteindre l'altitude de 500 m.